# درگاه رایانه
رایانه دارای مجموعه‌ای از درگاه‌های رایانه‌ای یا پورت کامپیوتر (به انگلیسی: Computer port) برای اتصال رسانه‌های جداشدنی مانند یک پویشگر یا صفحه کلید، چاپگر و دیگر دستگاه‌های خارجی به رایانه است. از دید فیزیکی یک درگاه بر روی یک تکه از تجهیزات یا کابل متصل است و از دید الکترونیکی، هدایت‌کننده انتقال سیگنال بین دستگاه‌ها می‌باشد.

## تقسیم بندی درگاه‌های رایانه بنا بر نوع انتقال الکتریسیته

### درگاه سریال
درگاه سریال در استفاده از مودم‌های بیرونی و برخی از موشواره‌های قدیمی و برخی لوازم جانبی دیگر که نیاز به سرعت بالایی ندارند به کار می‌رود. سرعت انتقال داده آن در کاربردهای معمول تا ۱۱۵ کیلوبیت در ثانیه می‌باشد هر چند در کامپیوترهای امروزی امکان استفاده از سرعت‌های بالاتر نیز روی این درگاه فراهم شده‌است.

### درگاه موازی
درگاه موازی در اتصال چاپگر به رایانه کاربرد دارد و این درگاه به درگاه چاپگر، شناخته شده‌است و برای اتصال پویش‌گر به رایانه این درگاه سریع تر از درگاه سریال است.

### اترنت

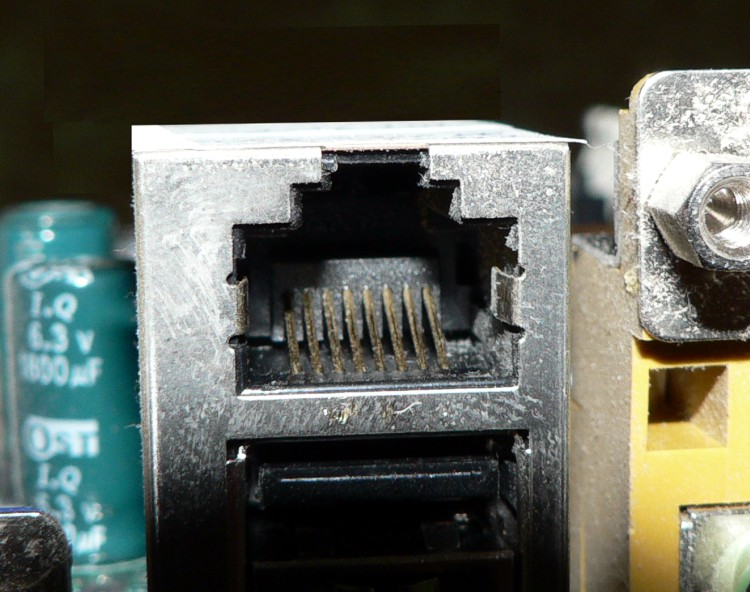
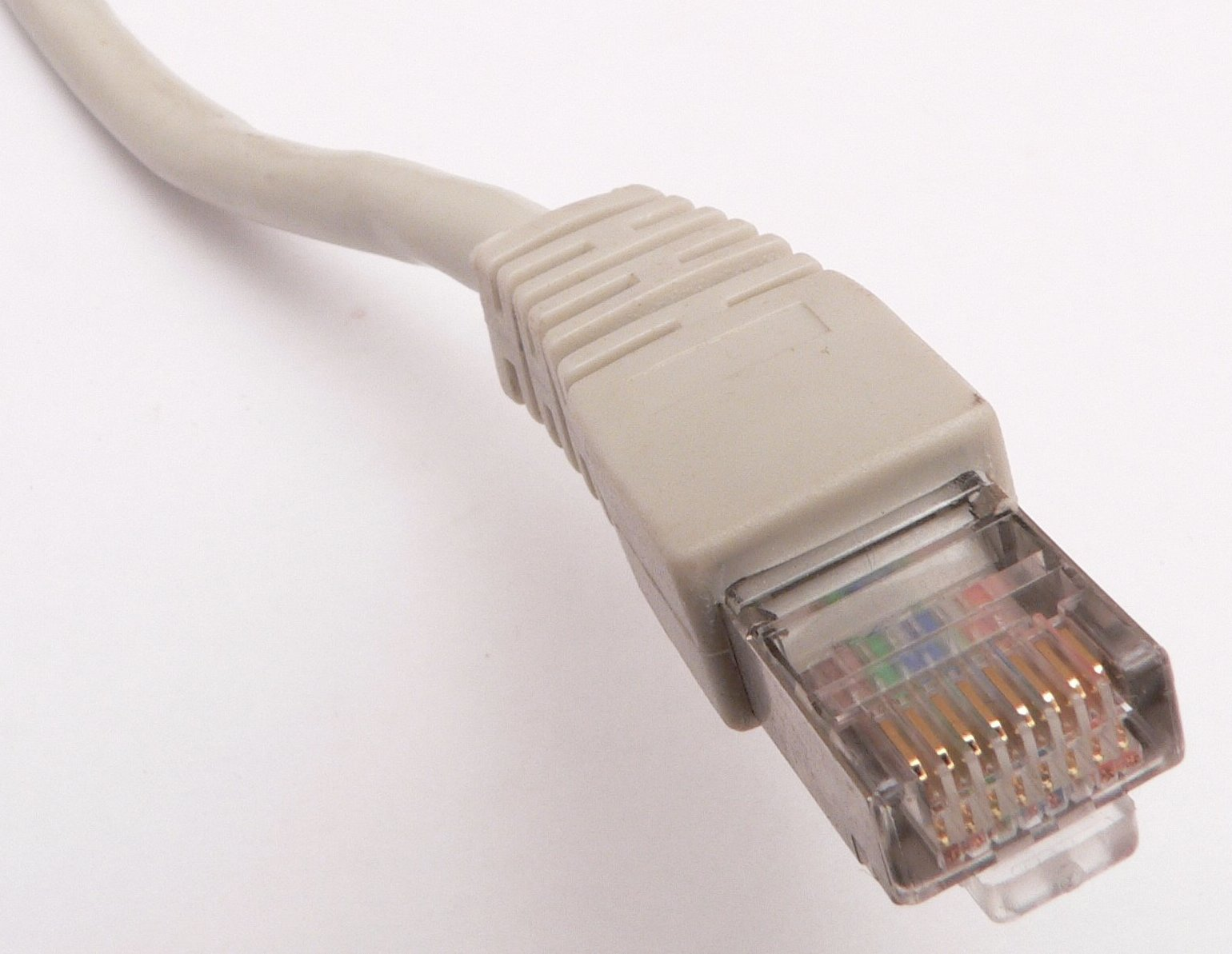
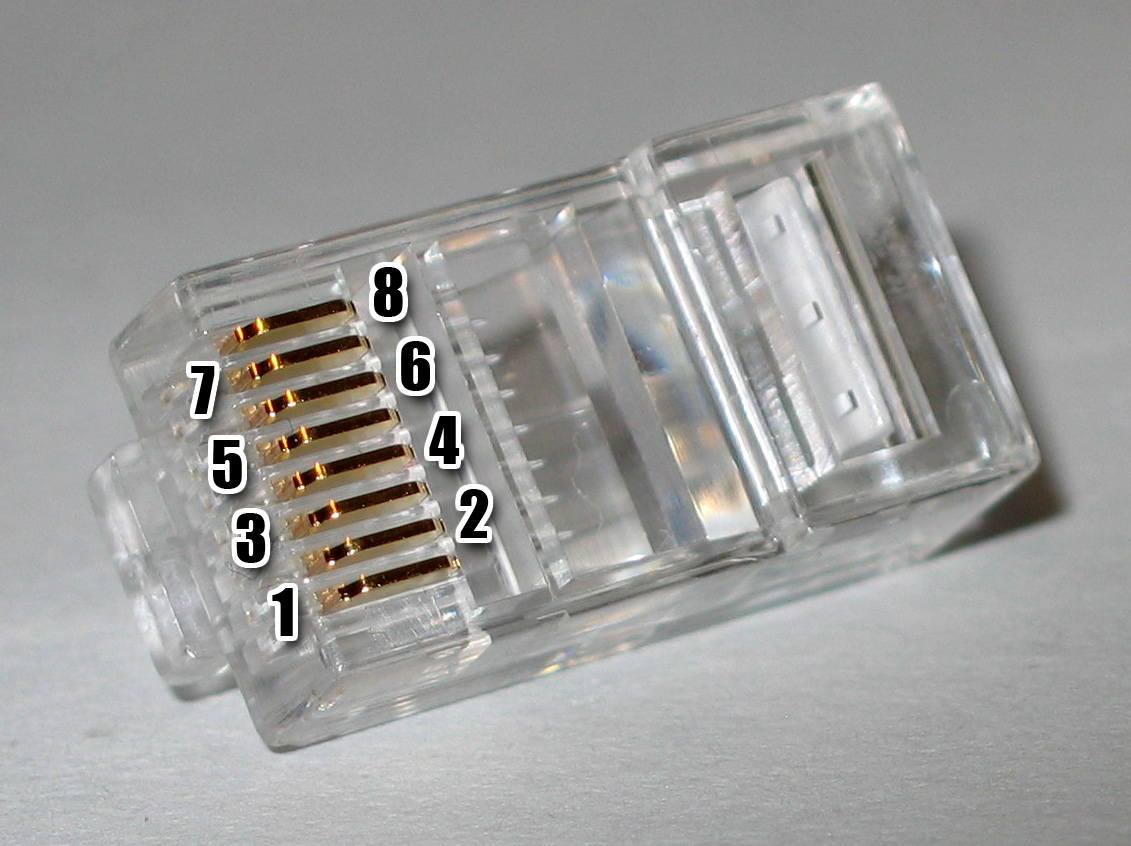

### IEEE 1394 interface

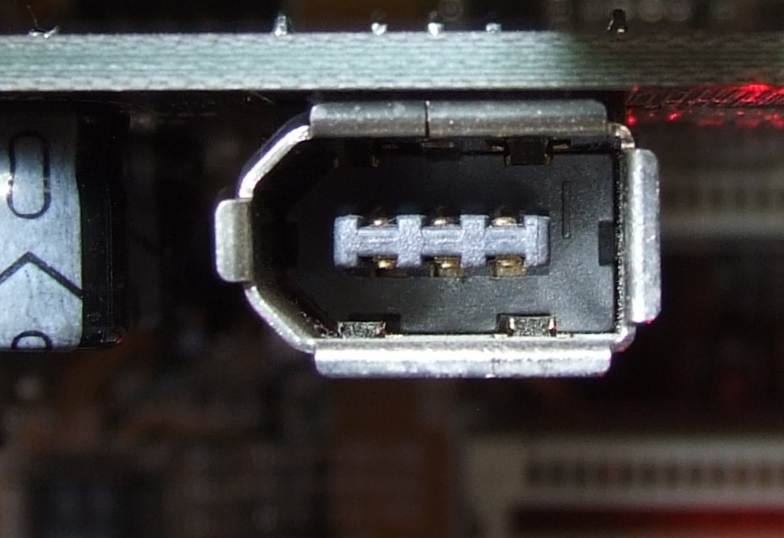
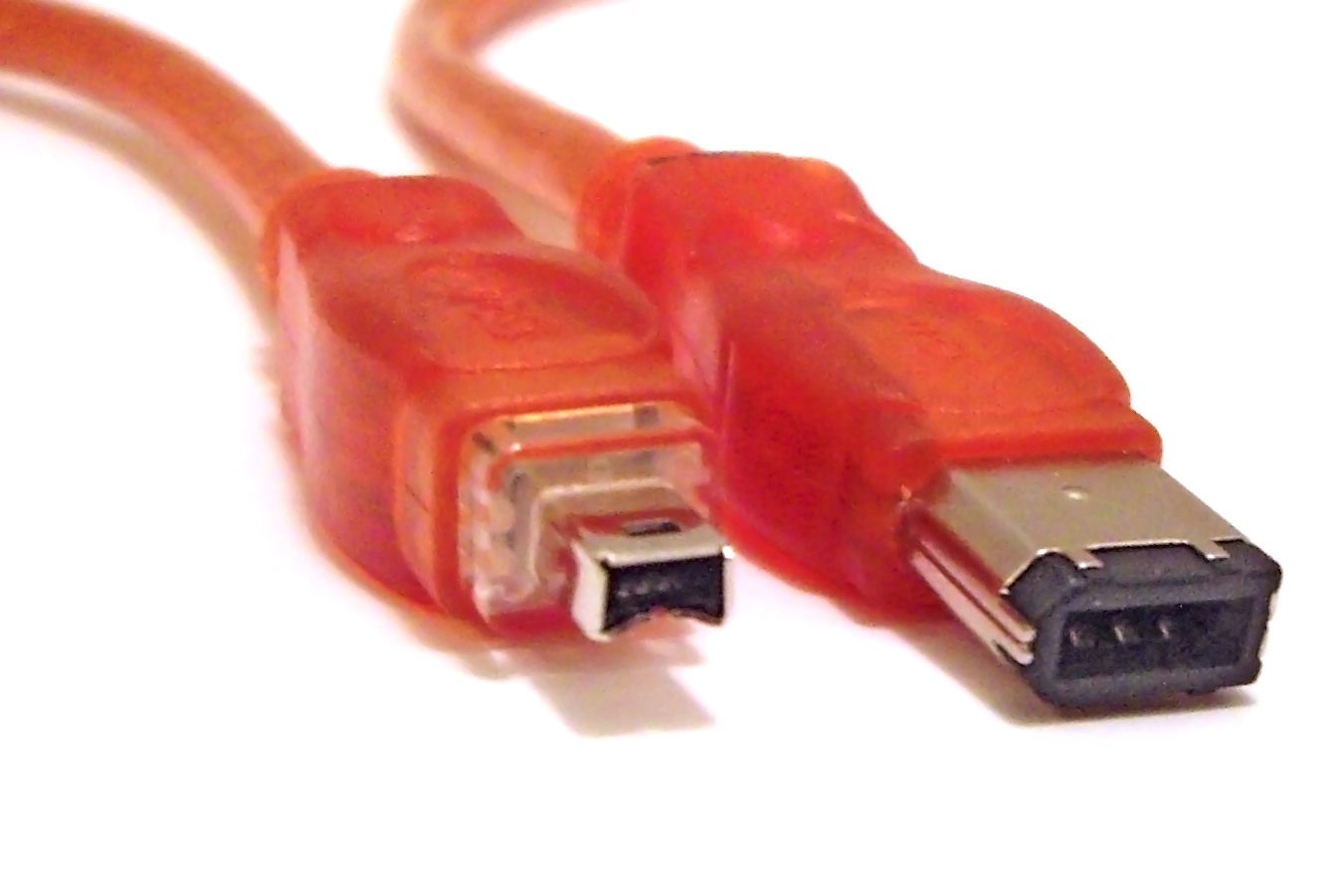

### Parallel

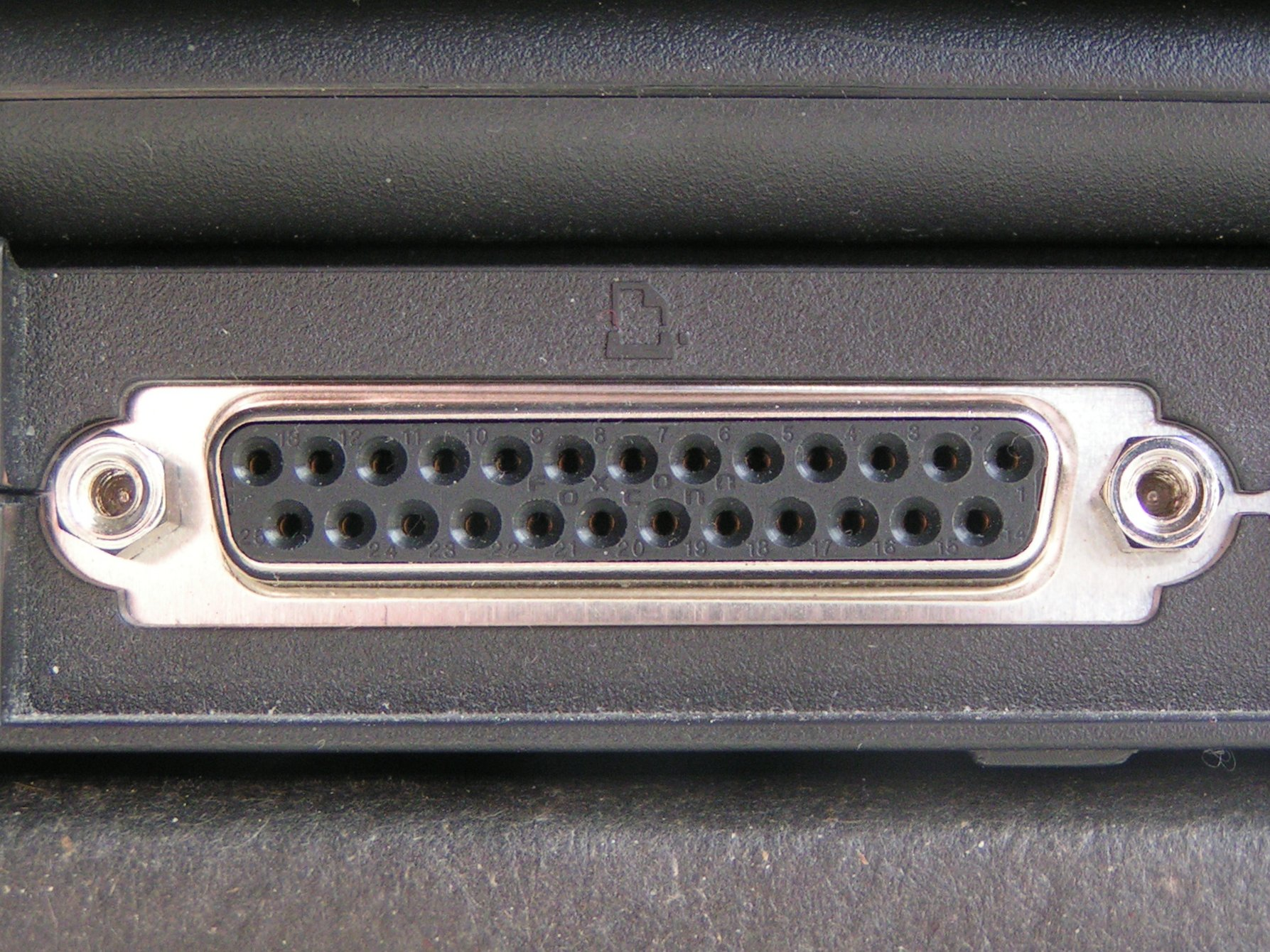
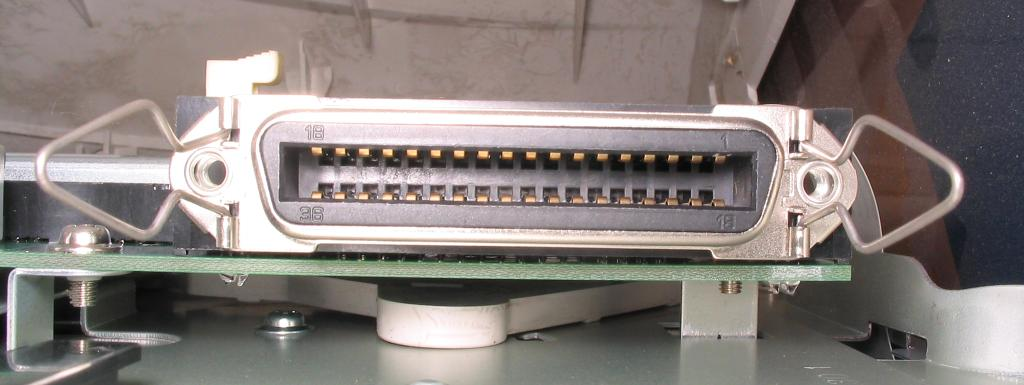

### PS/2

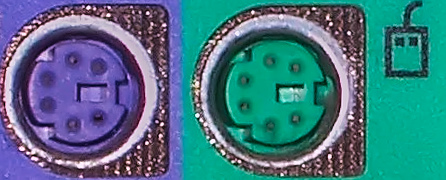
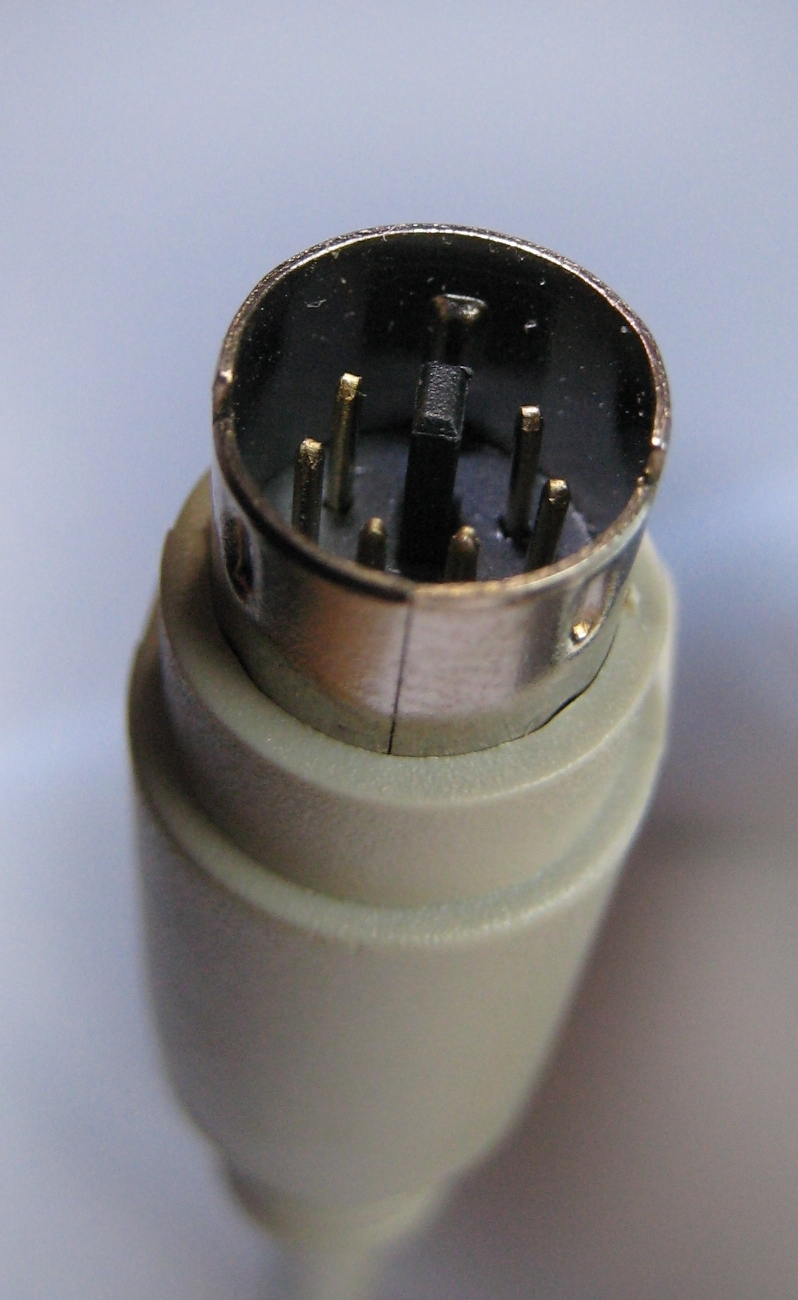

### Serial

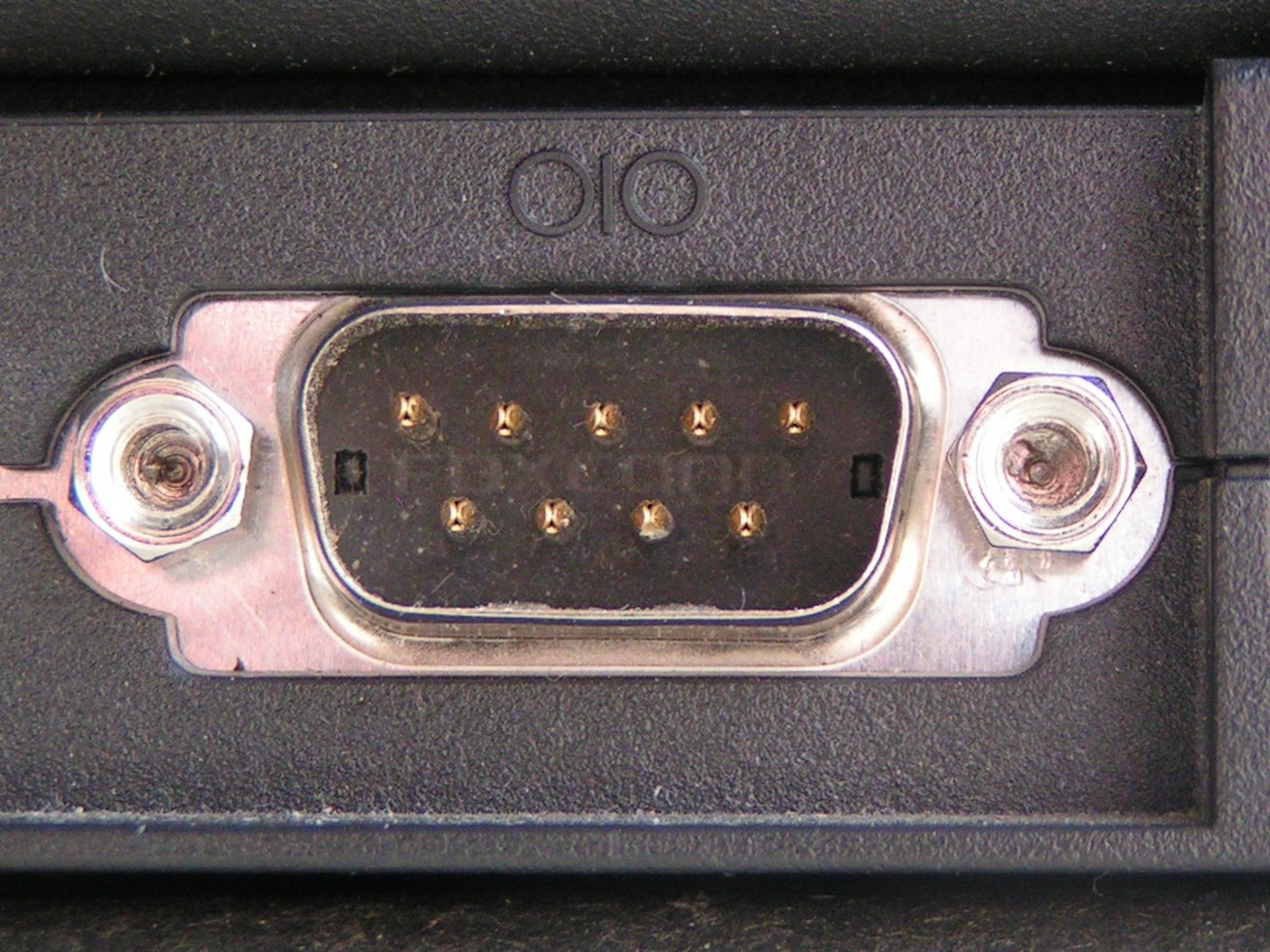

### یواس‌بی

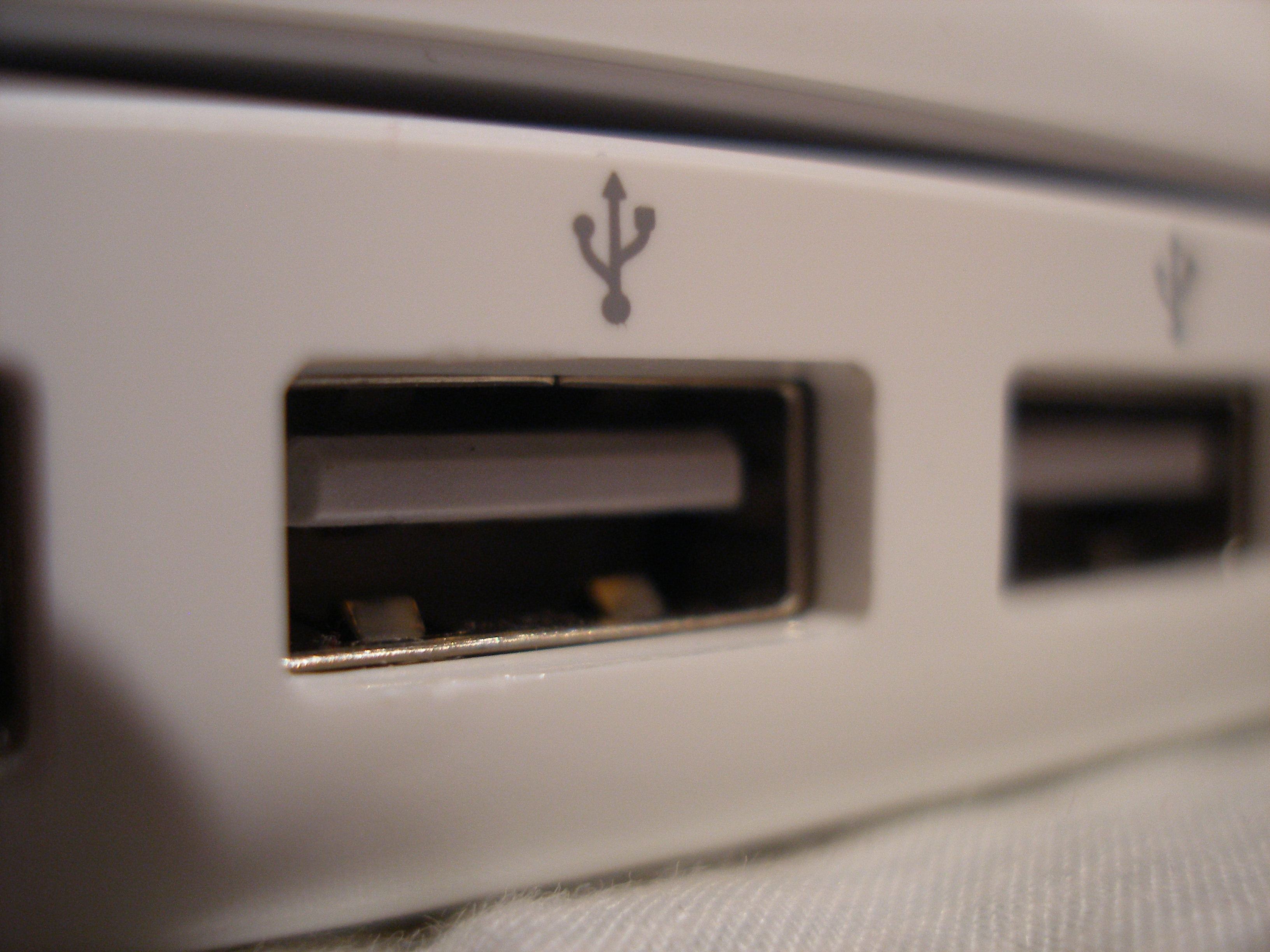
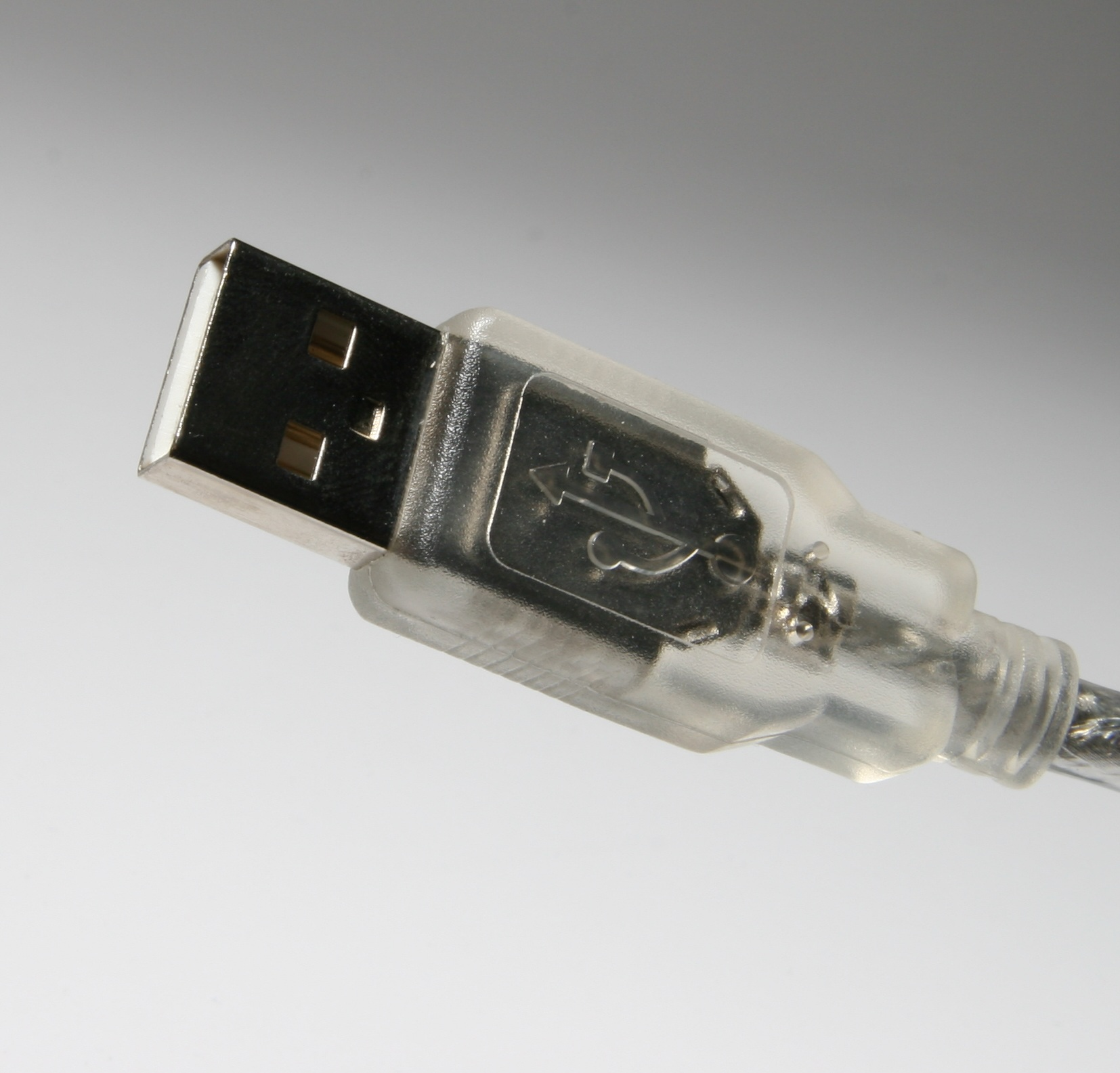

### VGA

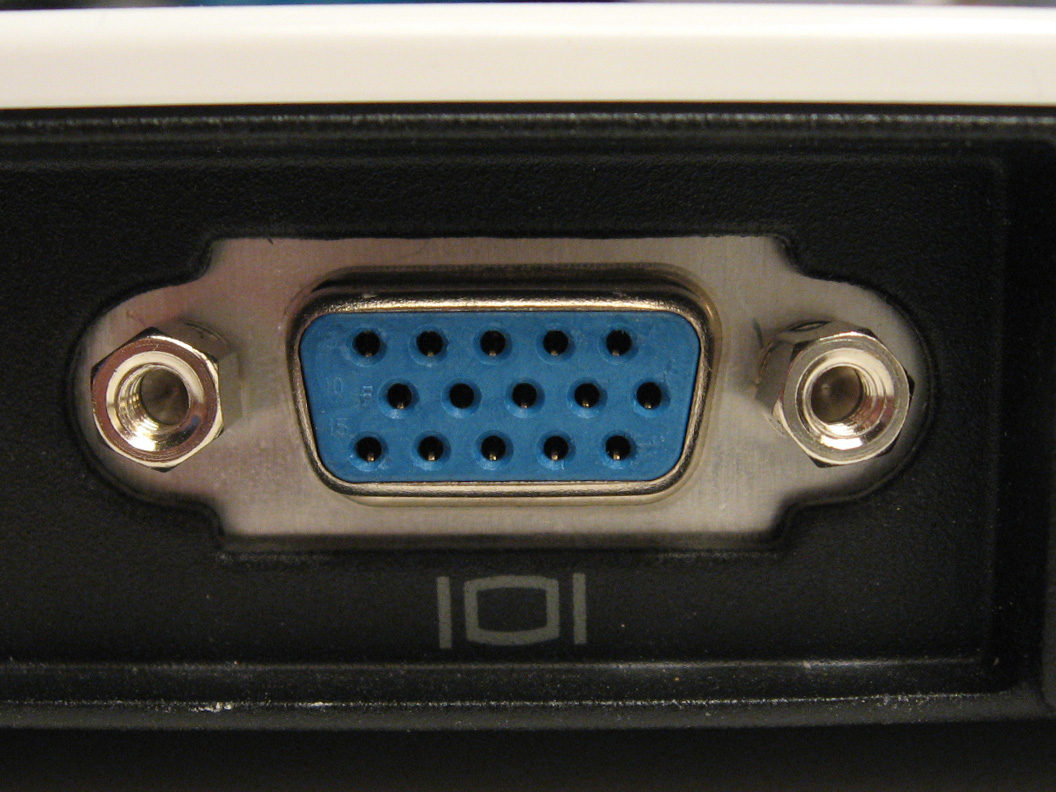
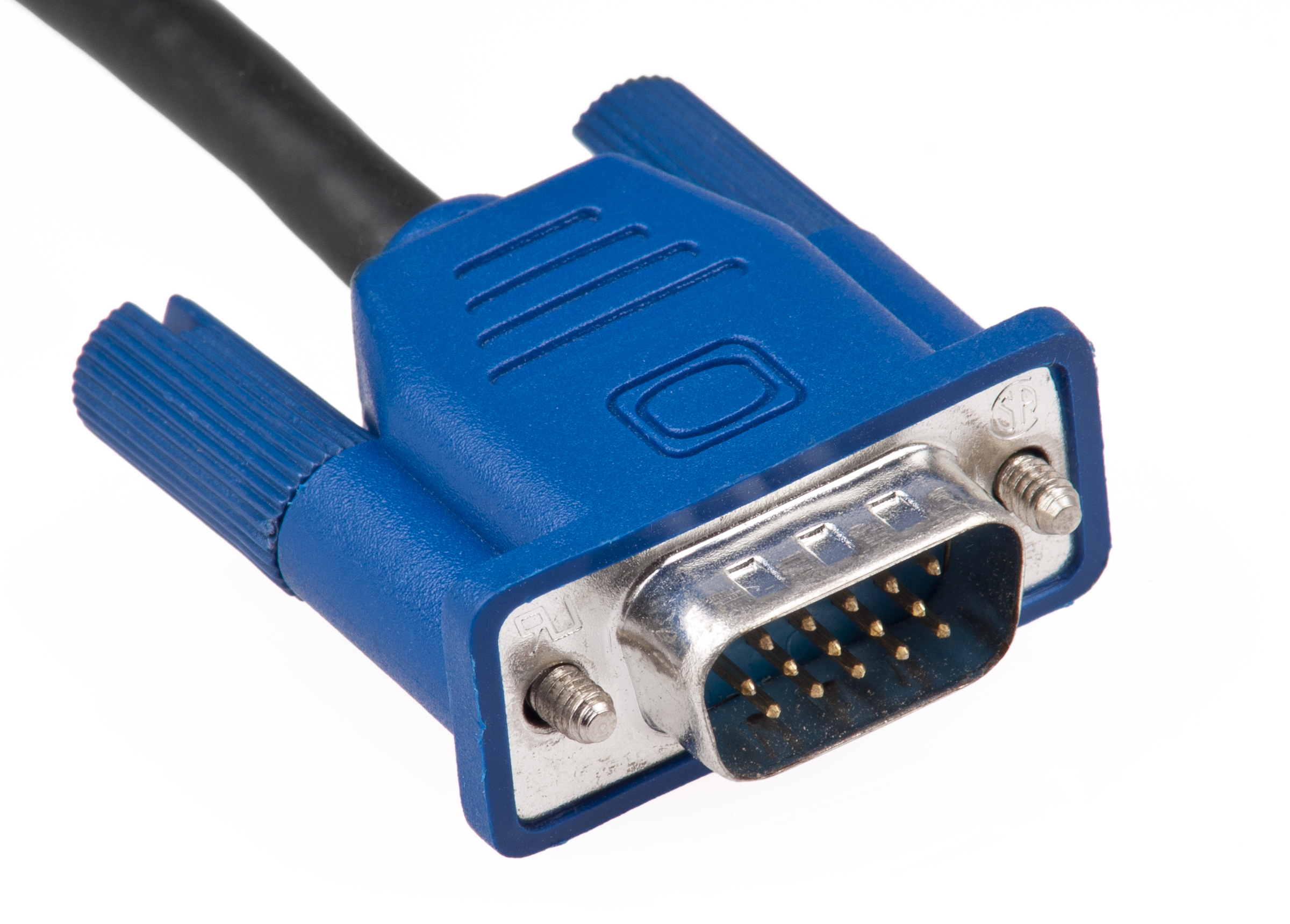

### رابط تصویری دیجیتال

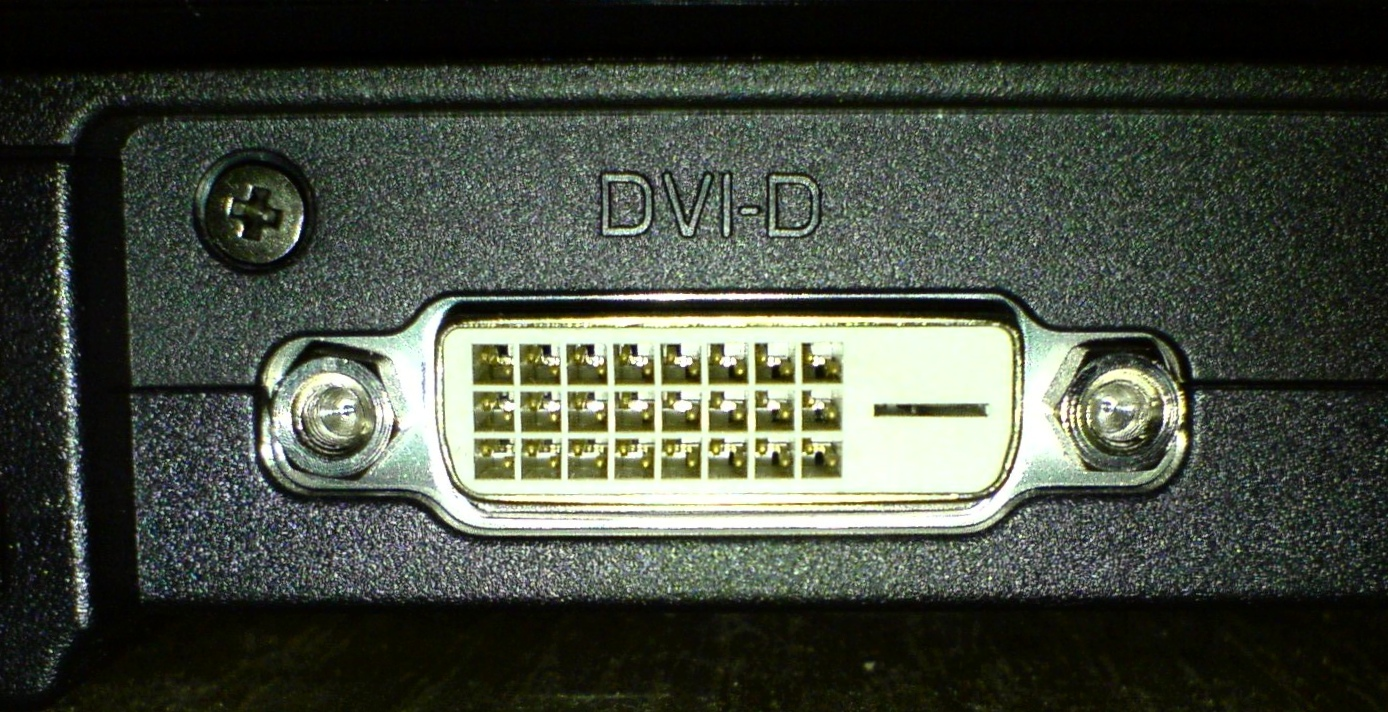
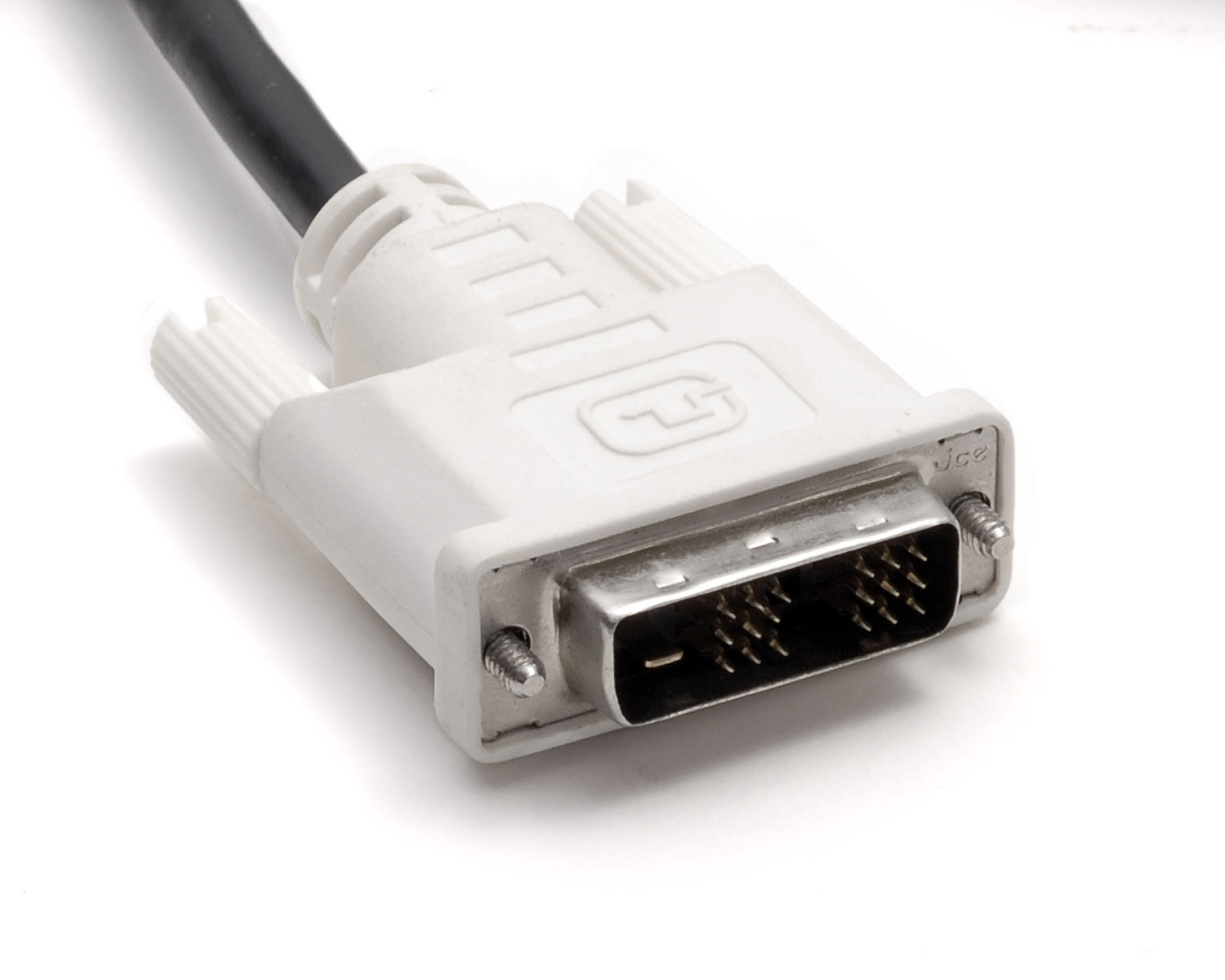

### SCSI

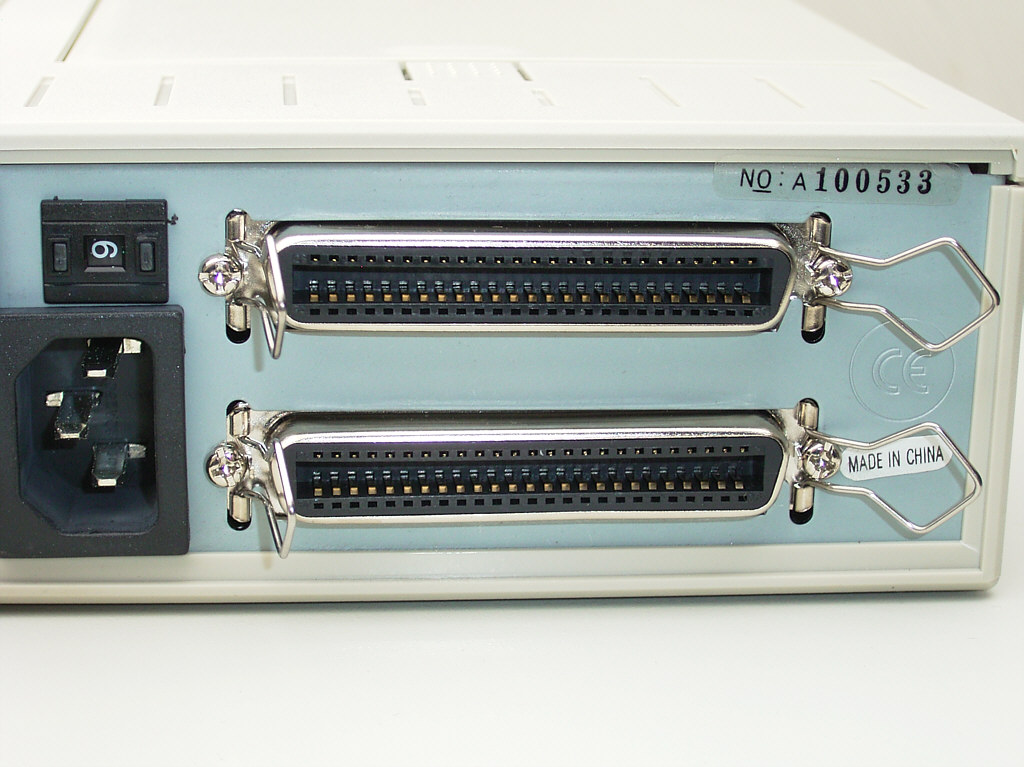
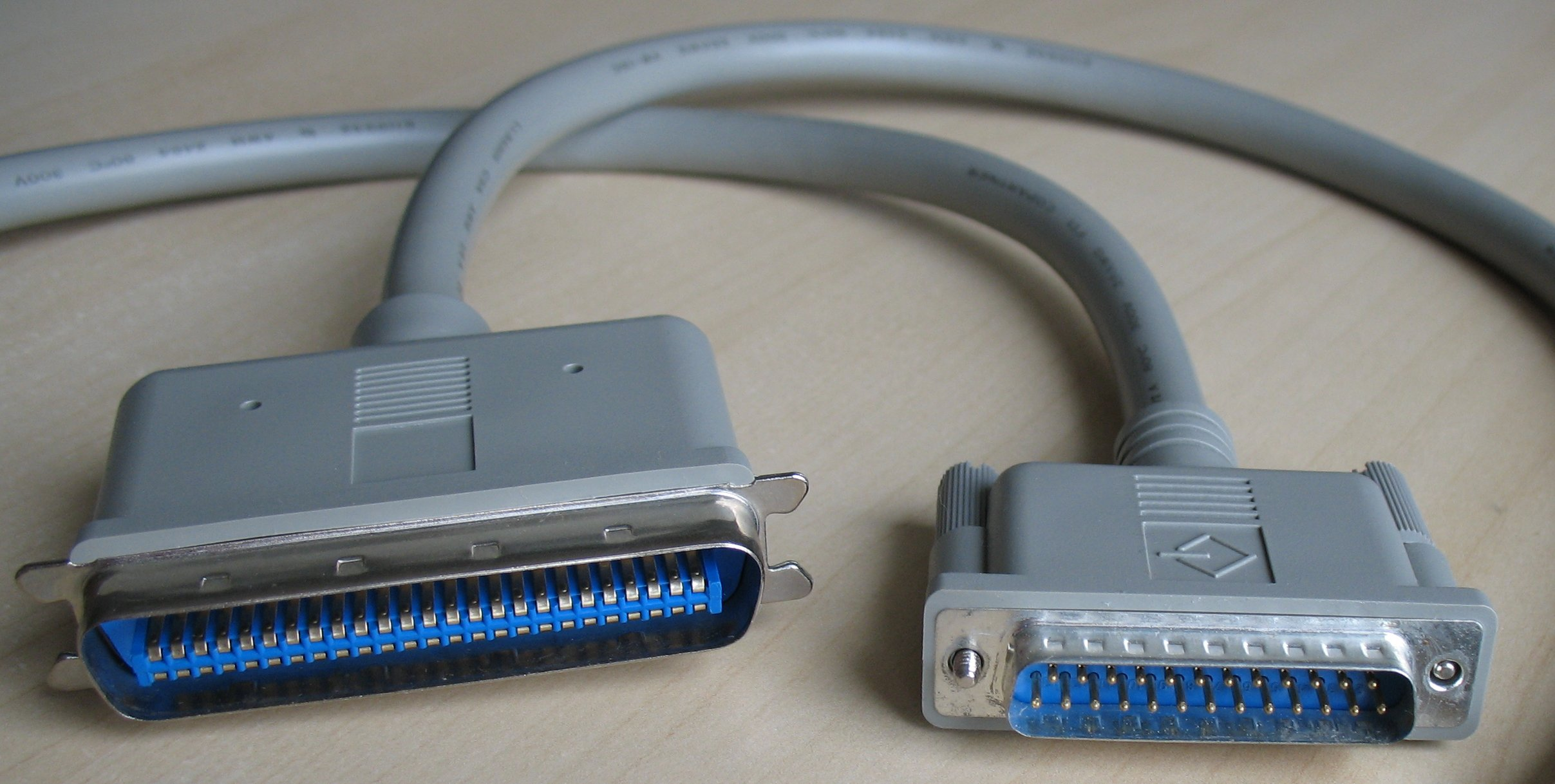

### TRS

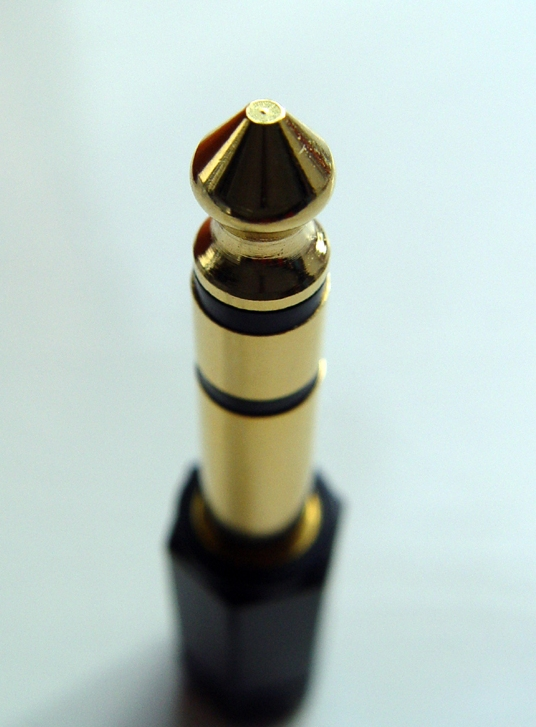